# Gomes Gonçalves de Manzanedo
Gomes Gonçalves de Manzanedo  (em castelhano: Gómez González de Manzanedo; ca. 1120-12 de outubro de 1182 foi um rico-homem castelhano, neto do conde Gomes Gonçalves conde de Candespina e descendente dos condes de Castela. Alferes  e depois mordomo-mor de Sancho III de Castela, conde graças ao rei Afonso VIII de Castela, também mordomo-mor do Fernando II de Leão e governador da várias tenências, o conde Gomes é o antepassado de duas das linhagens castelhanas mais importantes da Idade Média: os Manrique e os Manzanedo.  

## Relações familiares
Seu avô, o conde Gomes Gonçalves, teve tres filhos: umo chamado Diogo que não teve descendência; Rodrigo Gomes, o pai do conde Gonçalo Rodrigues de Bureba; e Gonzalo Gomes. Este último é o que muitos historiadores e genealogistas modernos consideram como o pai de Gomes Gonzalez Manzanedo.Gomes teve provavelmente dois irmãos; Pedro Gonçalves, chamado “de Villaescusa”, e Rodrigo Gonçalves de Cevallos que também foi alferes real entre 1160 e 1171. 

## Biografia

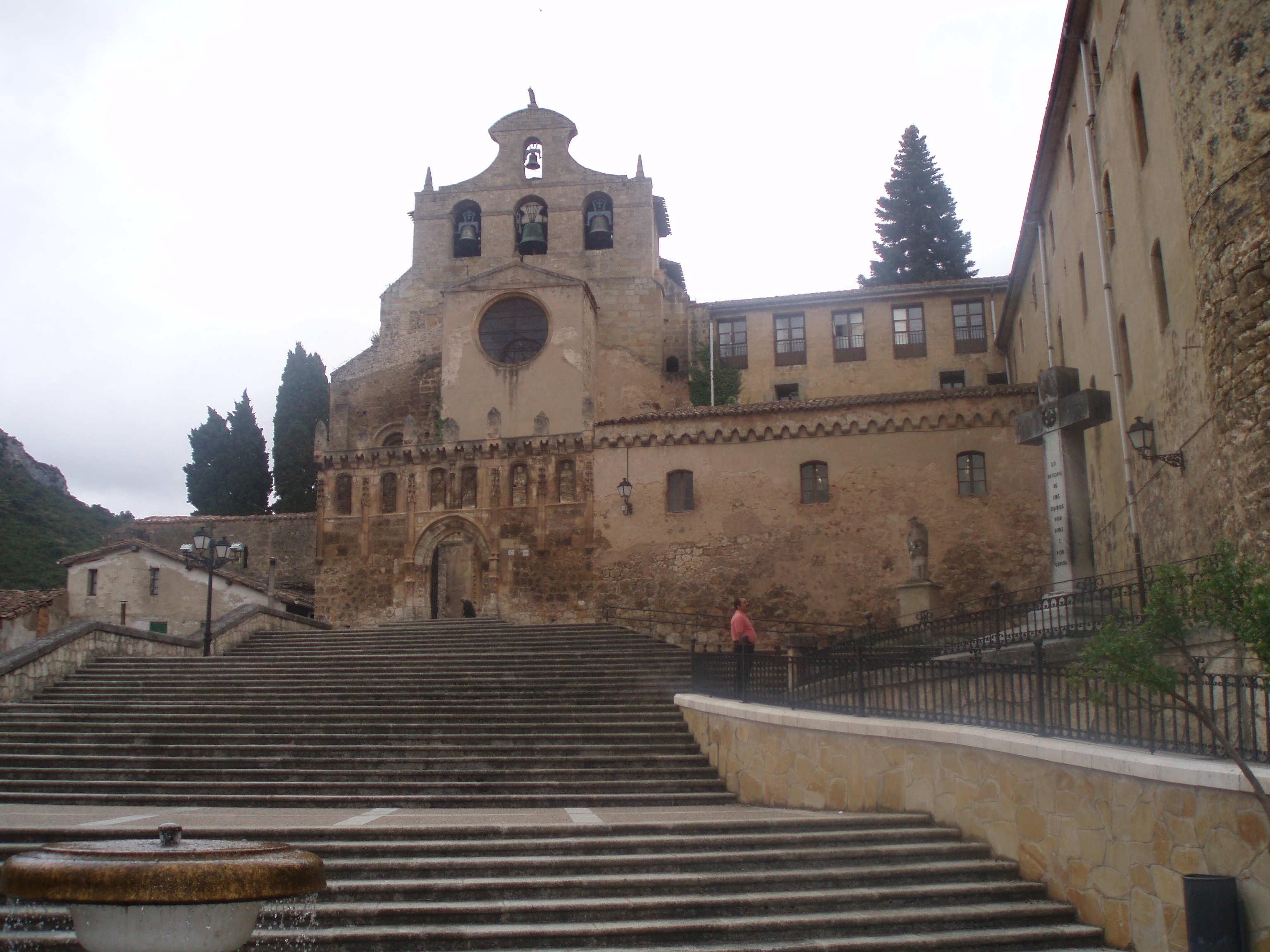
Mosteiro de Oña beneficiário das doações feitas por Gomes Gonçalves de Manzanedo

Membro da cúria régia, o conde Gomes aparece pela primeira vez nos documentos medievais em 1146 durante o reinado de Sancho III de Castela de quem foi alferes real e depois, entre 1157 e 1158 seu mordomo-mor. Entre 1164 e 1161 substituiu a Fernando Rodrigues de Castro "o Castelhano" como o mordomo de Fernando II de Leão. Figura nos documentos leoneses com o apelido “o Castelhano” para distingui-lo de seu homónimo o conde galego Gomes Gonçalves de Trava. Em 1169, de volta a Castela, recebeu a dignidade condal do rei Afonso  VIII.
Governou várias tenências durante diferentes períodos, algumas por conta própria e outras compartilhadas, incluindo Calahorra, Liébana, La Pernía, Mudá, Cervera,Villafranca, Alba, Piedras Negras, Cereceda (em Burgos), Astúrias de Santillana e Castela a Velha que depois foi governada por seu filho Gil Gomes.Foi também um rico proprietário de terras em vários lugares, especialmente no Valle de Manzanedo que deu o nome a seu linhagem 
O conde Gomes faleceu em 12 de outubro de 1182 conforme é registrado no obituario da Catedral de Burgos.

## Matrimônio e descendência
Do matrimônio do conde Gomes com Milia Peres de Lara vêm os Manrique e os Vilalobos. Sua esposa, Milia Pérez de Lara, foi a filha de Pedro Gonçalves de Lara e da condesa Ava.  Luis de Salazar e Castro, genealogista espanhol que viveu nos séculos XVII e XVIII, pensaba que ela era a filha de Manrique Perez de Lara, realmente suo irmão. O historiador Gonzalo Martínez Díez tem conseguido esclarecer a verdadeira paternidade de Milia e suas conclusões são aceitas pela maioria dos historiadores e genealogistas modernos.[a]
Assim, de acordó com Martínez Díez, a linhagem dos Manrique não vem de Rodrigo Peres de Molina, filho de Pedro Manrique de Lara, que passou a maior parte de sua vida em Narbona onde aparece na documentação até 1208 e não participou nos eventos dos reinos da Península Ibérica. A confusão é devida à existência de dois homónimos: Rodrigo Peres de Molina,  e Rodrigo Manrique, filho de Manrique Gomes de Manzanedo e neto dos condes Gomes Gonçalves Manzanedo e Milia Peres de Lara.
Do casamento de Gomes e Milia nasceram os seguintes filhos:
- Gil Gomes (m. ca. 1197) foi tenente em Aguilar, Asturias de Santillana, e em Castela a Velha. O nome de sua esposa é desconhecido, mas sabe-se que ele tinha um filho chamado Pedro Gil.[1][13]
- Jimena Gomes de Manzanedo,[13] a primeira esposa de Pedro Fernandes de Castro "o Castelhano".
- Inês Gomes de Manzanedo (m. depois de 1208), casada com Fernando Ruiz Duc.[13][b]
- Diego Gomes de Manzanedo.  Teve um filho chamado Ruy Dias de la Vega.
- Manrique Gomes de Manzanedo (m. antes de 1204).[14]Contraiu matrimônio antes de 1192 com Toda Vélaz com quem teve a: Gomes Manrique, mestre da Ordem de Calatrava; Rodrigo Manrique de Lara, primeiro senhor de Amusco;[14][15] Gil Manrique de Manzanedo, esposo de Teresa Fernandes de Vilalobos, de quem vêm os Vilalobos;[16] e María Manrique.
- Pedro Gomes de Manzanedo.

Estos são os únicos filhos documentados do conde Gomes Gonçalves Manzanedo e Milia Peres de Lara.[c]